# Olivia López de Gutiérrez
Olivia López de Gutiérrez es un lugar designado por el censo del condado de Starr, Texas, Estados Unidos. Según el censo de 2020, tiene una población de 49 habitantes.
En los Estados Unidos, un lugar designado por el censo (traducción literal de la frase en inglés census-designated place, CDP) es una concentración de población identificada por la Oficina del Censo exclusivamente para fines estadísticos.
En este caso la zona es una de las tantas "colonias" existentes en la frontera de Texas con México, asentamientos informales habitados en su mayor parte por inmigrantes ilegales. 

## Geografía
Está ubicado en las coordenadas 26°19′39″N 98°43′00″O / 26.32750, -98.71667 (26.327625, -98.716685). Según la Oficina del Censo, tiene una superficie de 0.02 km², correspondientes en su totalidad a tierra firme.

## Demografía
Según el censo de 2020, hay 49 personas residiendo en la zona. La densidad de población es de 2450 hab./km². El 30.61% de los habitantes son blancos, el 38.78% son de otras razas y el 30.61% son de una mezcla de razas. La totalidad de los habitantes son hispanos o latinos de cualquier raza.